# Les Vies de Thérèse
Les Vies de Thérèse è un documentario del 2016 diretto da Sébastien Lifshitz, presentato alla 69ª edizione del Festival di Cannes, nella sezione Quinzaine des Réalisateurs e vincitore della Queer Palm, il riconoscimento riservato ai film a tematica LGBT. Inoltre è stato presentato e premiato al trentaquattresimo Torino Film Festival.